# Sam Ward
Samuel Ward (parfois appelé couramment Sam Ward) né le 24 décembre 1990 à Leicester, est un joueur de hockey sur gazon anglais et britannique. Il évolue au poste d'attaquant au Old Georgians HC et avec les équipes nationales anglaise et britannique.

## Carrière

### Championnat d'Europe
- : 2017
- Top 8 : 2015, 2019, 2021[2]

### Jeux olympiques
- Top 8 : 2020